# Закигандж
Закигандж (бенг. জকিগঞ্জ, англ. Zakiganj) — город на северо-востоке Бангладеш, административный центр одноимённого подокруга. Площадь города равна 13,32 км². По данным переписи 2001 года, в городе проживало 10 465 человек, из которых мужчины составляли 50,31 %, женщины — соответственно 49,69 %. Плотность населения равнялась 786 чел. на 1 км². Уровень грамотности населения составлял 34,1 % (при среднем по Бангладеш показателе 43,1 %).